# Эквилибристика

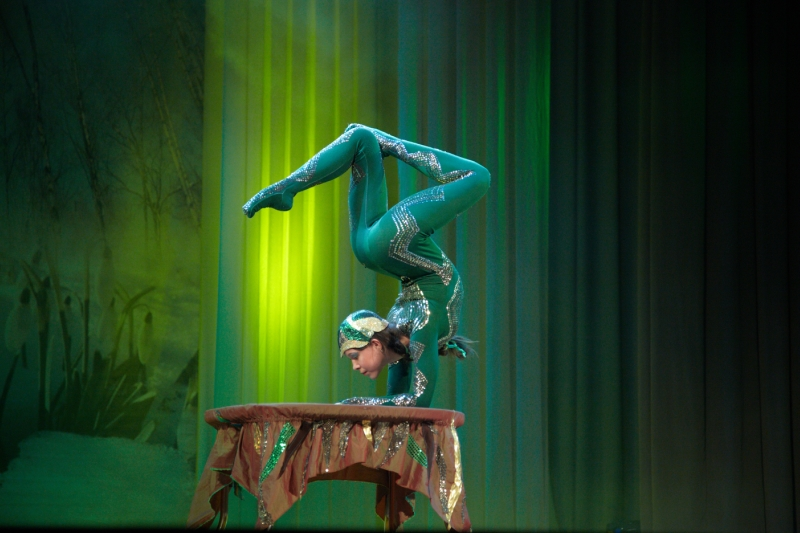
Выступление эквилибристки в детской цирковой студии

Эквилибри́стика (с лат. aequus — равный и libra — баланс) — жанр циркового искусства.
Способность артиста удерживать равновесие при неустойчивом положении тела (на проволоке, на канате, на руках, на голове, на катушках, на вольно стоящей лестнице, на моноцикле, на перше, на шаре, на бутылках, на стуле и др.).
Иногда сочетается с игрой на музыкальных инструментах, акробатикой и жонглированием, балансированием других предметов.

## Известные эквилибристы
- Волжанские
- Иншин, Сергей
- Маслов, Александр Александрович
- Милаев, Евгений Тимофеевич
- Павлов, Сергей Александрович
- Славский, Рудольф Евгеньевич
- Свитцов, Георгий Александрович
- Васильев, Александр Евгеньевич
- Евдокимов, Роман Викторович
- Шабаев, Борис Григорьевич